# Andrej Mojsejev
Andrej Sergejevič Mojsejev (Андрей Серге́евич Моисеев, * 3. června 1979 Rostov na Donu) je ruský moderní pětibojař. Je olympijským vítězem z let 2004 a 2008, spolu se Švédem Larsem Hallem je jediným, kdo dokázal vyhrát závod jednotlivců na dvou olympiádách. Na olympiádě 2012 skončil na sedmém místě. Je pětinásobným mistrem světa: v roce 2011 vyhrál individuální závod, v roce 2004 štafetu a v letech 2004, 2005 a 2008 byl členem vítězného družstva. Obdržel Řád cti a titul zasloužilého mistra sportu.